# Neoserica enganoana
Neoserica enganoana är en skalbaggsart som beskrevs av Brenske 1898. Neoserica enganoana ingår i släktet Neoserica och familjen Melolonthidae. Inga underarter finns listade i Catalogue of Life.